# Colonia Diecisiete de Marzo
Colonia Diecisiete de Marzo är ett samhälle i Mexiko. Det ligger i kommunen Chimalhuacán i delstaten Mexiko, i den sydöstra delen av landet, 19 km öster om huvudstaden Mexico City. Colonia Diecisiete de Marzo tillhör Mexico Citys storstadsområde och hade 250 invånare vid folkmätningen 2010.